# 阿梅里科·托马斯
阿梅里科·托马斯（葡萄牙語：Américo Deus Rodrigues Tomás；1894年10月19日—1987年9月18日），葡萄牙政治人物，海军上将。1958年至1974年间，担任葡萄牙总统，是葡萄牙第十三任也是新国家政体的最后一任总统。

## 生平

### 早年
阿梅里科·托马斯出生于里斯本，他的父母是安东尼奥·托马斯和玛丽亚·达·阿松松·马克斯。
1922年10月，他与格特鲁德·里贝罗·达·科斯塔结婚。这对夫妇有两个孩子，玛丽亚·纳塔莉亚·罗德里格斯·托马斯（1925年出生）和玛丽亚·玛德莱娜·罗德里格斯·托马斯（1930年出生）。
托马斯1904年进入葡萄牙拉帕高中，1911年完成中学教育。随后，他在理学院学习了两年（1912－1914年），之后作为海军军官候补生进入葡萄牙海军学院。

### 军旅生涯
托马斯1916年从海军学院毕业后，他被分配到瓦斯科·达·伽马号上的葡萄牙海岸护卫队，后来在第一次世界大战期间被分配到佩德罗·努涅斯号、杜罗号和特奥号驱逐舰。1918年，他被提升为中尉。
1920年3月17日，他被安置在“德·奥图布洛号”测量船上，此后他在那里工作了16年。在此期间，他被派到葡萄牙海岸调查特派团，是水文、航海和航海气象技术委员会的董事会成员，以及海洋学和渔业研究理事会成员。托马斯也是国际海洋勘探常设理事会的成员。
托马斯于1936年被任命为海军部长参谋长，1940年至1944年被任命为国家商船协会主席，1944年至1958年被任命为海军部长。
在他担任海军部长期间，他负责葡萄牙商业海军的全面重建。订购了56艘船，排水量总计超过30万吨。还通过了还包括了允许葡萄牙现代造船业形成的法规。托马斯在担任海军部长期间的行动为他在海军界赢得了良好的声誉，不像他在葡萄牙武装部队和葡萄牙政府的几个同事在各自任期内所获得的恶名。

### 总统
1958年，托马斯被当时的总理安东尼奥·萨拉查选为执政党的国民联盟总统候选人，接替弗朗西斯科·克拉维罗·洛佩斯担任共和国总统。他的对手是反对党支持的温贝托·德尔加多。最初看来，托马斯一獲提名，选举就结束了，因为为了支持国民联盟，选举制度被严重操纵，他不可能敗選。然而，在异常激烈的选举中，托马斯最终获得了76.4%的选票，而德尔加多获得了23.5%的选票。然而，大多数中立的观察家认为，如果选举是诚实的，德尔加多将会赢得选举。萨拉查对此十分警惕，他推动通过了宪法修正案，将总统的选举转移到由政权牢牢控制的立法机构。1965年，托马斯再次作为唯一的候选人当选总统。
虽然理论上得到了压倒性的——几乎是独裁的权力，但实际上，托马斯在他执政的第一个十年里只不过是有名无实的首脑。在新国家政体存在的大部分时间里，作为总理的萨拉查掌握着实权。事实上，萨拉查选择他是因为克拉维罗·洛佩斯表现出了萨拉查不喜欢的倾向。在萨拉查的领导下，托马斯实际上无能为力，这使得他在就职典礼和庆典上不过是装饰品。这一点，再加上他天生的不善于演讲，也使他经常成为人们取笑的对象。
托马斯在他执政的头十年里只使用过一次总统特权。1968年9月，萨拉查因严重中风而丧失行动能力。托马斯认为萨拉查活不长了，就开除了萨拉查，任命马塞洛·卡埃塔诺接替他。实际上，总统解雇总理的权力是对萨拉查权力的唯一制约。然而，他从来没有告诉萨拉查，他已经被免职了。据报道，当萨拉查两年后去世时，他仍然相信自己是总理。
卡埃塔诺掌权后，托马斯在政府中发挥了更积极的作用。虽然他给了萨拉查或多或少的自由支配权，但他不愿意对卡埃塔诺也这样做。最终，托马斯成为了反对卡埃塔诺开放政权努力的强硬派的领导人物。卡埃塔诺的改革对民众来说还远远不够，因为他们对萨拉查之前的不稳定和混乱没有记忆。例如，他把总统选举留给了政权主导的立法机构，1972年，立法机构在没有对手的情况下再次选举了托马斯。然而，即使是这些微不足道的改革，卡埃塔诺也不得不花费他几乎所有的政治资本，从托马斯和强硬派那里讨回这些改革。一年后，当托马斯和其他强硬派迫使改革实验结束时，卡埃塔诺也无力反抗。
与他的前任不同，托马斯在担任共和国总统期间住在自己的私人住所，贝伦宫仅用作办公室和举行官方仪式。

### 晚年
1974年4月25日，康乃馨革命结束了葡萄牙48年的独裁统治。被推翻后，托马斯流亡巴西。1980年，他獲准返回葡萄牙，但被拒绝重新加入葡萄牙海军，并被拒绝领取共和国前总统的特别退休金。
阿梅里科·托马斯因手术并发症在卡斯凯什诊所去世，享年92岁。

## 荣誉
他的形象出现在1962年和1970年发行的安哥拉埃斯库多钞票上。